# Lugo (Comarca)
Die Comarca Lugo ist eine der 13 Comarcas der spanischen Provinz Lugo in der Autonomen Gemeinschaft Galicien.

## Lage
Das Gebiet der Comarca liegt im Zentrum der Provinz Lugo und grenzt dort an die folgende Provinz Galiciens und Comarcas innerhalb der Provinz Lugo:
|                  | Terra Chá                                   | Meira        |
| Provinz A Coruña | Kompassrose, die auf Nachbargemeinden zeigt | A Fonsagrada |
| A Ulloa          | Sarria Chantada                             | Os Ancares   |

## Gliederung
Die Comarca umfasst acht Gemeinden (spanisch Municipios; galicisch Concellos) mit einer Fläche von 1.362,80 km², was 13,82 % der Fläche der Provinz Lugo und 4,60 % der Fläche Galiciens entspricht.
| Gemeinde       | Einwohner (2024) | Fläche km² | Dichte Einw./km² | Cod INE | Postleitzahl |
| -------------- | ---------------- | ---------- | ---------------- | ------- | ------------ |
| Castroverde    | 2.497            | 174,15     | 14               | 27011   | 27120        |
| O Corgo        | 3.370            | 157,33     | 21               | 27014   | 27163        |
| Friol          | 3.598            | 292,29     | 12               | 27020   | 27220        |
| Guntín         | 2.529            | 154,78     | 16               | 27023   | 27211        |
| Lugo           | 99.482           | 329,78     | 302              | 27028   | 27001–27004  |
| Outeiro de Rei | 5.358            | 134,20     | 40               | 27039   | 27730        |
| Portomarín     | 1.286            | 115,10     | 11               | 27049   | 27170        |
| Rábade         | 1.499            | 5,17       | 290              | 27056   | 27370        |
| Comarca Lugo   | 119.619          | 1.362,80   | 88               | –       | –            |